# Episodi di Lou Grant (terza stagione)
La terza stagione della serie televisiva Lou Grant è stata trasmessa in anteprima negli Stati Uniti d'America dalla CBS tra il 17 settembre 1979 e il 24 marzo 1980.
| nº | Titolo originale | Titolo italiano | Prima TV USA      | Prima TV Italia |
| -- | ---------------- | --------------- | ----------------- | --------------- |
| 1  | Cop              |                 | 17 settembre 1979 |                 |
| 2  | Exposé           |                 | 24 settembre 1979 |                 |
| 3  | Slammer          |                 | 1º ottobre 1979   |                 |
| 4  | Charlatan        |                 | 15 ottobre 1979   |                 |
| 5  | Frame-Up         |                 | 22 ottobre 1979   |                 |
| 6  | Hype             |                 | 29 ottobre 1979   |                 |
| 7  | Gambling         |                 | 5 novembre 1979   |                 |
| 8  | Witness          |                 | 12 novembre 1979  |                 |
| 9  | Kidnap           |                 | 26 novembre 1979  |                 |
| 10 | Andrew (Part 1)  |                 | 3 dicembre 1979   |                 |
| 11 | Andrew (Part 2)  |                 | 10 dicembre 1979  |                 |
| 12 | Hollywood        |                 | 17 dicembre 1979  |                 |
| 13 | Kids             |                 | 24 dicembre 1979  |                 |
| 14 | Brushfire        |                 | 7 gennaio 1980    |                 |
| 15 | Indians          |                 | 14 gennaio 1980   |                 |
| 16 | Cover-Up         |                 | 21 gennaio 1980   |                 |
| 17 | Inheritance      |                 | 28 gennaio 1980   |                 |
| 18 | Censored         |                 | 4 febbraio 1980   |                 |
| 19 | Lou              |                 | 11 febbraio 1980  |                 |
| 20 | Blackout         |                 | 18 febbraio 1980  |                 |
| 21 | Dogs             |                 | 3 marzo 1980      |                 |
| 22 | Influence        |                 | 10 marzo 1980     |                 |
| 23 | Guns             |                 | 17 marzo 1980     |                 |
| 24 | Hazard           |                 | 24 marzo 1980     |                 |